# 大器晩成/少女的逆襲
《大器晩成 / 少女的逆襲》（大器晩成 / 乙女の逆襲）是日本女子偶像組合ANGERME的第18張單曲，於2015年2月4日由hachama發售。

## 概要
- 《大器晩成 / 少女的逆襲》是ANGERME第五張2A單曲，亦是三期成員室田瑞希、相川茉穂、佐佐木莉佳子加入及更名後首張單曲。
- 《大器晩成》是富士電視台節目《めちゃ×2イケてるッ!》的片尾曲。
- 此單曲共有6個版本，分別為「初回生產限定盤A - D」和「通常盤A - B」。「初回生產限定盤A」和「初回生產限定盤C」收錄了《大器晩成》的PV和製作花絮（Making）；「初回生產限定盤B」和「初回生產限定盤D」收錄了《少女的逆襲》的PV和製作花絮（Making）。
- 在2月16日於Oricon公信榜单曲週榜取得第2名，繼《神秘的夜晚！ / 十八歲的情感》後，第二張銷量排名最高的單曲（第2位）。

## 收錄內容

### CD（初回生產限定盤A、C、通常盤A）
1. 大器晩成
（作詞・作曲：中島卓偉、編曲：鈴木俊介）
2. 少女的逆襲
（作詞：児玉雨子、作曲：川辺ヒロシ・上田禎、編曲：CMJK）
3. 大器晩成（Instrumental）
4. 少女的逆襲（Instrumental）

### CD（初回生產限定盤B、D、通常盤B）
1. 少女的逆襲
2. 大器晩成
3. 少女的逆襲（Instrumental）
4. 大器晩成（Instrumental）

### DVD（初回生產限定盤A）
1. 大器晩成（Music Video）

### DVD（初回生產限定盤B）
1. 少女的逆襲（Music Video）

### DVD（初回生產限定盤C）
1. 大器晩成（Dance Shot Ver.）
2. 大器晩成（Jacket, MV Making & Off-Shot Video）

### DVD（初回生產限定盤D）
1. 少女的逆襲（Dance Shot Ver.）
2. 少女的逆襲（Jacket, MV Making & Off-Shot Video）

## 外部連結
- ANGERME官方網站 （页面存档备份，存于）（日語）
- YouTube上的《大器晩成》PV
- YouTube上的《少女的逆襲》PV